# Hajnaldalok
A lovagi költészet a lovagi irodalom körébe tartozó lírai művek összessége. A lovagi epika alkotásaival szemben elsősorban nem a lovagság vitézi helytállását, hősi erényeit magasztalja, hanem az érzelmek, mindenekelőtt a szerelem áll középpontjában. Ez a szerelem azonban udvari szerelem: a lovag-költő az elérhetetlennek tetsző idealizált nő iránti érzelmeit ecseteli, a lovaghoz illően oltalmat, védelmet és örök hűséget fogad a „Magas Hölgynek”, a domnának, aki általában a hűbérúr felesége, de mindenképpen férjes asszony. Meghatározott szabályrendszere van ennek az udvarlásnak, ami az érzelmek tolmácsolását is arisztokratikussá, kifinomulttá teszi. A főleg ballada, szonett, a dalok rondó formában írt költemények. Stílusa ennek megfelelően sejtelmes, homályos. Az idők folyamán azonban a lovagköltők is egyre inkább közelednek az ezoterikus szerelem megfogalmazása felől a földi gyönyörök dicsőítéséhez. A lovagi líra először Dél-Franciaországban, a provanszál, trubadúrköltészetben ( → trubadúrok) jelentkezik, majd Európa-szerte elterjed. Német nyelvterületen a Minnesang, Németalföldön e műfaj képviselőit minnesängereknek nevezik (minnesänger = szerelmi dalok szerzője). Spanyolországban Cantiga, Olaszországban Lauda  a megfelelője. Magyarországon nem igazán alakult ki a lovagi kultúra, ezért költészete sem, bár Balassi Bálint munkásságát egyes jellegzetességei miatt szokás ide sorolni.
A legjelentősebb képviselői: 
- Walther von der Vogelweide,
- Neidhart von Reuenthal,
- Tännhauser (Utóbbiról mintázta Richard Wagner hasonló című operájának a hősét.),
- Wolfram von Eschenbach.